# Glaciar Llaca
El glaciar Llaca es un glaciar del centro-oeste del Perú que se localiza en la provincia de Huaraz, departamento de Ancash, dentro de los límites del Parque Nacional Huascarán declarado Patrimonio natural de la Humanidad por la Unesco en 1985. El glaciar cubre una superficie de 4,68 km² y tiene una longitud de aproximadamente 2,6 km, con una anchura máxima de 4,7 km.
Los orígenes del glaciar Llaca se sitúan a 6.123 m de altura en un circo glaciar dominado por las cimas de los nevados Ocshapalca (5.888 m) y Ranrapalca (6.162 m); descendiendo hasta los 4.500 metros sobre el nivel del mar. A los pies del frente glaciar se encuentra la laguna Llaca, que vierte su caudal a través del río Santa en el océano Pacífico.
La característica más conocida del glaciar es la importante capa de detritos que cubre su curso inferior que le proporciona un color negro grisáceo. Aproximadamente 1 km² de su superficie total está cubierto de detritos originados primordialmente en desprendimientos de las paredes que lo rodean. Los detritos arrastrados con el glaciar también quedan expuestos a un ritmo creciente debido a la aceleración del adelgazamiento de la lengua glaciar. La cubierta de detritos se origina a los 4.800 m s. n. m. y permanece continua sin romper hasta el frente terminal. 
Actualmente el glaciar Llaca al igual que otros glaciares, delata un retroceso y una disminución del nivel de su lengua glaciar, se estima que está en retroceso debido al aumento de las temperaturas regionales. Al tratarse de un glaciar fácilmente accesible, constituye un atractivo destino turístico para quienes visitan esta zona del Perú. En el glaciar los deportes de aventuras son los más difundidos, se puede practicar trekking y sobre todo escalada en hielo en su frente terminal.